# Venancio de Herrasti Bernal
Venancio de Herrasti Bernal (Aretxabaleta, Biscaia 1 d'abril de 1812 – Mondragón, Guipúscoa, 31 de novembre de 1887) fou un organista, compositor i pedagog vasc.
Va rebre les primeres lliçons de solfeig, orgue i piano del seu pare, Gerardo Nicolás, organista d'Aretxabaleta. Als 18 anys va opositar a la plaça d'organista de Santa María de Salvatierra (Àlaba), i va guanyar-la per davant d'onze altres opositors. Havent patit una important rebaixa la dotació del càrrec de resultes del Concordat, es va veure obligat a renunciar la plaça. Es va traslladar a Bilbao, on va ampliar els seus estudis amb Nicolás Ledesma. Al 1853 va opositar a la plaça de mestre de capella i organista de Tolosa, i quedà classificat en segon lloc. Al 1854 es va traslladar a Madrid, on va continuar els estudis de contrapunt i fuga amb Francesc d'Assís Gil i els de composició i orgue amb Hilarión Eslava. El 9 de febrer de 1864 va ser nomenat auxiliar de l'ensenyança d'orgue al Real Conservatori de Música de Madrid. Va exercir una llarg treball docent, fins que es va retirar al 1883 a Arrasate.
Una de les obres més rellevants de Venancio va ser un zortziko dirigit a la seva terra natal, després de retirar-s'hi després de passar anys a la Cort com a professor de l'Escola Nacional de Música. És una composició plena d'expressió i sentiment, on plasma els records de la seva infància.
Es conserven obres seves als fons musicals de l'Arxiu Comarcal de la Garrotxa (Fons Teodoro Echegoyen).

## Obres musicals
Les composicions musicals que es conserven de Venancio Herrasti inclouen tres obres religioses, quatre peces per a orgue (entre elles una fuga publicada al Museo Orgánico per Hilarión Eslava) i tres composicions per a piano (dues de les quals, zortzikos publicats a la revista Euskal-Erria).
- Adirat en la soledat, Mot, 3V, org
- Fuga tonal, org
- Gipuzkapo Lorea, Zort, p (Revista Bascongada, 1884)
- Motet, 3V, org
- Salve, Mot, 3V, org
- Sonata, org
- Gran ofertori, org
- Thema con variaciones, org
- Un recuerdo a mi país, Zort, p
- Un saludo al País Vascongado, Zort, p (Revista Bascongada, 1884)
- Folias de España con Variaciones
- Versos para Magnificat
- Versos para Vísperas
- Folias de España Variado
- Variaciones para forte piano